# 菅原義正

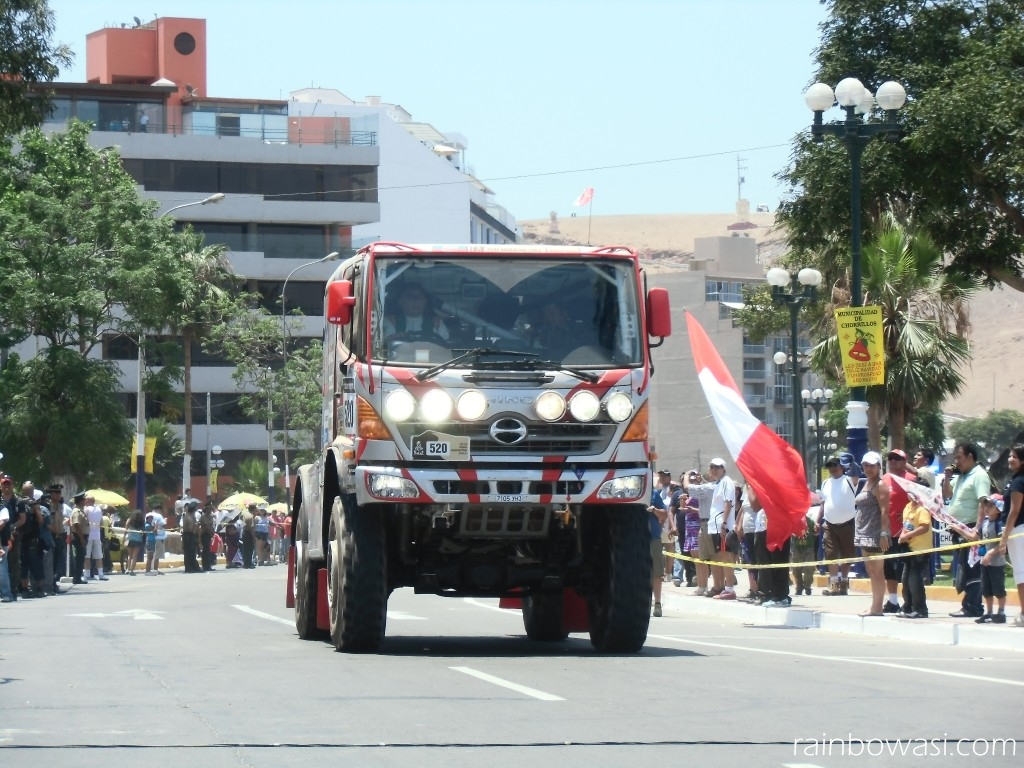
2013年ダカール・ラリーにて。写真左側の運転席が菅原。

菅原 義正（すがわら よしまさ、1941年5月31日 - ）は、日本のレーシングドライバー、実業家。北海道小樽市出身。

## 概要
日本レーシングマネージメント（JRM）株式会社取締役会長・チームスガワラ前代表。長男はヤマハ発動機のデザインに関わるGKダイナミックス株式会社代表取締役の菅原義治、次男はクロスカントリードライバーで現チームスガワラ代表の菅原照仁。
日本のレース文化草創期からプライベーターとして自動車レースで活躍し、1970年代にはいち早くラリーレイド（クロスカントリー）に挑戦するなど、日本のモータースポーツのパイオニアの一人である。サーキットでもオフロードでも、小排気量車で大排気量車を追い回すのを身上とした。
特にダカール・ラリーでは最多連続出場（菅原のホームページでは、ギネス記録では2013年の規定変更により2008年大会の中止が除外され36回、主催者の統計では37回としているが、日野自動車の公式サイトでは36回となっている）並びに最多連続完走（20回）を保持する、世界的なレジェンドでもある。総合優勝は果たせなかったものの、通算6度のトラック部門総合2位を獲得した。また日本人で唯一、ダカールの二輪・四輪・トラックの3部門で出場した経歴も持つ。齢80を超えた現在も現役のクロスカントリードライバーである。
自分が参戦するだけでなく他者のレース活動支援にも積極的で、JRMを通じての海外ラリーレイドイベント（ダカール・ラリー、ファラオ・ラリー、チュニジア・ラリー、アフリカ・エコレース）の日本事務局の立ち上げがその代表例である。
筆まめな性格でもあり、いくつかの本を出版している。ラリー・モンゴリアを主催するSSERオーガニゼーションの公式HPでは、「菅原さんからの手紙」という不定期連載が2009年から現在まで15年近く続けられている。

## 経歴

### 生い立ち〜サーキットレース
菅原の父は炭鉱夫や刑務官、特高など職を転々としており、公職追放後は苛性ソーダと魚油を原料とした石鹸の製造で財を築いた。石鹸が儲からなくなると、金融業へ転職した。
父は業務以外にも趣味で様々な車・バイク類を所有し、菅原はこれに親しみながら乗り物への興味を深めていった。また自転車での石鹸の配達での急坂への挑戦や高校の登山部などを通じて、挑戦することの楽しさや素晴らしさを学んでいった。スポーツは好きだったが近眼で、子供の頃から眼鏡をしていた。
高校時代に5種類の免許（軽免許、小型四輪、自動二輪、自動三輪、普通免許）を取得。ホンダ・ドリームCS71とスバル・360を通学でも趣味でも乗り回した。女子から「乗せて」と言われることもあったが、なぜか相撲の土俵よろしく女人禁制だと思いこんでいたため、全て「嫌だ」と拒絶していたという。
拓殖大学政経学部に入学し、自動車部に入部。部には当時日野自動車がノックダウン生産していたルノー・4CV（日野ルノー）だけがあった。菅原は4年間を自動車部に明け暮れ、ラリーや整備大会にもよく参加した。また拓殖大学は皇族と縁があり、菅原は当時子供だった竹田恒和の書生を務め、彼の運転手をしたこともあった。「社長になる」と決めて大学を卒業し「協立通商」を設立。土日休みで時間を取りやすい金融業を営んだ。
1965年10月のモーターファン・コンバインド・ラリー（レース・ラリー・ヒルクライムの3種目競技）に、大学時代から愛用していたホンダ・S600を持ち込み、サーキットデビューを果たした。クラスは違うが生沢徹や浮谷東次郎も参加したこの大会で、ヒルクライムでは1位を獲得した。しかしワークス勢から「素人の若僧があんなに速く走れるはずがない。タイムは信用できない」とクレームを入れられ、再出走した結果2位となった。一番自信のあったラリーは6位、サーキットは3位だった。
ワークスに勝つためゼロファイターズカークラブ（ZFCC）に入り副会長を務めた。ここで知り合った田中健二郎の紹介でヨシムラに頼んでS600にチューニングを施した（実際にチューニングしたのは、当時ヨシムラに務めていたケン・マツウラレーシングサービス創業者の松浦賢）が、クラスの中でも小さい排気量が限界となり、優勝には手が届かなかった。そこで1967年に、同時期のモンテカルロ・ラリー]で複数回優勝する活躍をしていたモーリス・ミニクーパーSを購入。さらに英国車のパーツを扱っていた黒崎内燃機工業と交渉してチューニング・メンテナンスを無償で行ってもらえる体制を作り、全日本レーシングドライバー選手権のT-1クラス（1,300cc以下）に参戦した。このクーパーSのチューニングには、後のF1エンジニアの蓮池和元も関わっていた。じゃじゃ馬ともいえる独特の乗り味のクーパーSを手懐け、1967年富士12時間レースや1968年鈴鹿300kmでは、日産・スカイライン2000GTやフェアレディZ勢を破って総合3位に入る活躍で、FF遣いとして名を馳せた。
1969年日本グランプリのツーリングカー部門でもクーパーSでクラス優勝、同年の全日本ストックカー選手権富士300kmでは日産・セドリックをドライブし総合3位を記録した。1971年富士1000kmではクーパーSで星野一義も乗る日産・サニーを打ち破った。
年間10戦程度を7年間に渡って戦い、ときにはワークスチームも食うほどの活躍であったが、ワークスは勝てないとすぐに抗議を行って運営もこれを容易く受け入れてしまったり、ワークスには取らないペナルティを菅原には取るというようなことが平然と行われたため、菅原は記者会見を開いて運営を非難の上引退を表明。1972年10月の富士1000kmを最後にサーキットレースから距離を置いた。
私生活では1966年に結婚し、この年長男の義治が生まれるが、妻にレースへの理解がなく、わずか2年で離婚。義治は引き取って北海道の実家に預け、仕事とレースの合間を縫って義治に会いに行く生活が続いた。その後、車好きな日本舞踊家の女性・明子と知り合い再婚。サーキットレース引退の1972年に次男の照仁、次いで長女のユキが生まれた。
趣味の写真で欧米を巡るうちにスポンサー契約という概念を知り、金融業を畳んで1969年にレーサーのマネージメント業務を行う日本レーシングマネージメント（JRM）を設立した。当時の日本は企業と個人が直接スポンサー契約する場合が多く、肝心のマネージメント業務はうまく行かなかったが、生沢徹や高原敬武のスポンサー契約など成功例もあった。メイン業務はコマーシャルの企画制作で、10年間に1万のコマーシャルに関わった。また車を用いた映像製作の協力（カースタントや車両改造）も行い、『ワイルド7』や『ザ・ガードマン』に関わった。
スノコ（日本サン石油）のオイルをこの頃から「いい結果が出る」として愛用しており、会社の業務としてスノコのオイルの販売も手がけるようになった。また日本サン石油の紹介で、同じくスノコを使っていたロジャー・ペンスキーにもこの時に渡米して会っている。

### ラリーレイドでの活躍

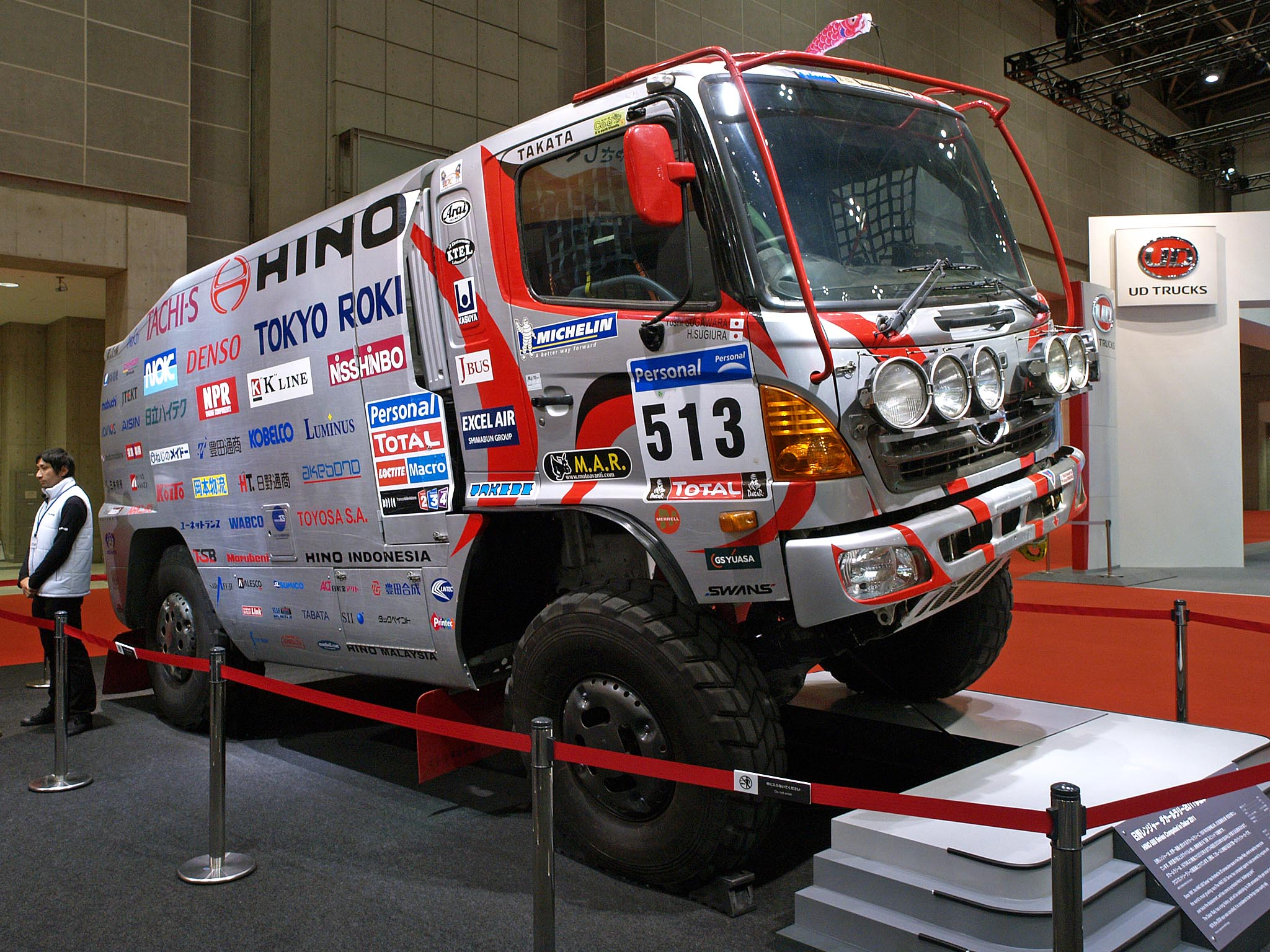
2011年ダカールでドライブした日野・レンジャー

サーキット引退後に二輪のトライアル競技に興じていた菅原は、浅賀敏則や帰国してきた生沢徹とバイクで遊ぶうちに、『チーム子連れ狼』を結成することとなった。チーム名は全員が子供持ちであったことに由来し、チーム名・ロゴは同じ行きつけの寿司屋の大将を通じて子連れ狼原作者の小池一夫公認を得たという。
『子連れ狼』の名前の通り子供を連れてバイクによる富士登山を数カ月に一度ずつ挑戦し、1980年に初めて登頂に成功した。
サーキットでもバイクでもホンダとの関わりが強くなっていた菅原は、ホンダの宣伝部門の協力により、1977年にホンダ・アクティ3台とアコード1台でカラチ～リスボン間（20,000km/14カ国通過）を走破した。1982年にはスズキ・ジムニー1000で、スズキ・DR500に乗る堀ひろ子と今里峰子のカメラマンとサポートをしながらサハラ砂漠（アルジェ～アビジャン間5,000km/5カ国）を縦断した。
これらの経験で手応えを掴んだ菅原は、1983年にダカール・ラリーにデビュー。1983〜1984年は資金がなかったため、ホンダの協力を得て二輪（ホンダ・XL400R）でエントリー。1985年から1991年までは四輪（三菱・パジェロ）で参戦した。1985年は三菱をバッグにつけた俳優の夏木陽介のナビゲーターとしての参戦だったが、リタイアに終わり、夏木のチームから外されて以降は個人として参戦した。
1991年はJRMが日野自動車のワークス初参戦を支援した。この年プライベーターとしてパジェロで一廉の実績（総合23位）を残せたことに満足して、翌1992年は最後の年と定め、全部門を体験するための思い出作りとして日野・レンジャーに乗ったが、そこそこの結果（日本人初のトラック部門6位完走、SS1位を一度記録）を収め、トラックの面白さに気づいてしまったのが新たな冒険の始まりとなった。トラックに初挑戦したときのナビは拓殖大学の後輩の羽村勝美で、以後長く苦楽を共にすることになる。
以降はレンジャーのみでダカールへの参戦を続けた。中型車ベースの車両ながらも大型車のモンスターカミオンと熾烈な戦いを繰り広げる菅原のレンジャーは「リトルモンスター」の名称で恐れられた。タトラのカレル・ロプライスに阻まれて総合優勝は果たせなかったが、1994、1995、1997、1998、2001、2005年の6回に渡り部門総合2位を獲得した。また1989年の第11回大会から2009年の第31回大会まで、実に20回に渡り連続完走を果たした。
フランスのル・マン近郊にファクトリーを持ってから開発体制が一気に充実し、翌1997年は国産トラックメーカーとして唯一の1-2-3フィニッシュを達成した。
ダカール以外でも、ファラオラリー、パリ・モスクワ・北京ラリー、ラリーレイド・モンゴル等の海外イベント、さらには国内でもツールドブルーアイランド・ラリー（通称TBI）や北海道4デイズ等といったラリーレイドに精力的に出場した。これらの多くはプライベーターとしての参戦で、ゆえに車種も様々である。2001年の還暦を迎えた歳から、これらのイベントでは再びバイクに乗るようになった。
また2002年は今でいうところの一人乗りUTV（SSV、サイド・バイ・サイド・ビークル）のホンダ・パイロットでラリーレイド・モンゴルに、2005〜2006年は長男・義治がデザインに関わった二人乗りUTVのヤマハ・ライノで北京～ウランバートル・ラリーに参戦した。現在のような本格的なバギーカーとしての性能を持つスポーツUTVの無かった時代で、当時はUTVを競技に使う者はほとんどいなかったため、先進的な取り組みであった。
2005年ダカールからは次男の照仁とともに日野・レンジャー2台体制で出場。日本人初の親子ダカールドライバーとなった。照仁の成長は目覚ましく、2007年以降義正は照仁の順位を上回ることはなかった。
2007年ダカールでは主催者のASOより25回連続出場の表彰を受け、翌2008年1月ギネス・ワールド・レコーズにダカール・ラリーの最多連続出場（25回）記録保持者として菅原が認定された。
2010年大会ではトラックに乗り換えてから初めてのリタイアを喫し、連続完走記録は途絶えた。2018，2019年は二輪での初挑戦以来の連続リタイアとなった。
JRM創設50周年を迎えた2019年の4月23日、菅原はダカール・ラリーからの引退並びにチームスガワラ代表を退く事を発表した。チームスガワラの後任代表には、照仁が就任した。この決断にはやりたいことをやりきったことや、後進に後を譲ることの他、ダカールが一国開催となってロマンが失われてしまったことが大きな理由であった。
2020年からは『Equip SUGAWARA』（"Equip"はフランス語で「チーム」の意味）を設立し、フランスを拠点としたまま、旧き良きパリダカを標榜するアフリカ・エコレースに参戦している。元々はジムニーでの参戦を考えていたが、篠塚建次郎の勧めでSxSを選択。義治がデザインに関わり、以前ラリー・モンゴリアでもドライブしたヤマハのYXZ 1000Rを運転することとなった。2022年大会では盤寿（81歳）ながら6,000kmを走破し総合15位・クラス9位で完走した。
2023年のラリー・モンゴリアでは照仁のナビとして、以前とは立場を入れ替えてジムニーで参戦した。

## 略歴
- 1941年5月　- 生誕。
- 1965年10月 - モーターファン・コンバインドラリーにホンダ・S600でモータースポーツデビュー。
- 1969年1月 - 日本レーシングマネージメント株式会社を設立。
- 1982年2月 - スズキ・ジムニーとオートバイでサハラ砂漠（アルジェ～アビジャン）横断。
- 1983年1月 - 第5回パリ・アルジェ・ダカール・ラリーの二輪部門にホンダXL400で初出場。
- 1984年10月 - ファラオラリーにホンダ・アクティで出場、四輪車部門の最小排気量で完走。
- 1991年1月 - 第14回パリ・トリポリ・ダカール・ラリーのカミオン部門に日野・レンジャーで参戦。日本人初のカミオン部門での完走者となる。
- 1992年2月 - 1991年度ラリーアート・ドライバー・オブ・ザ・イヤーのラリーレイド部門に選ばれる。
- 1992年7月 - 第16回参議院議員通常選挙(比例代表区)にモーター新党公認にて出馬。
- 1994年1月 - ダカールで初のトラック部門総合2位を獲得。
- 1997年1月 - ダカールでチームが初の総合優勝を達成（菅原も2位を獲得）
- 2005年 - 拓殖大学客員教授に招かれる。
- 2008年1月 - ダカールラリーの最多連続出場（25回）記録がギネス・ワールド・レコーズに認定される。
- 2012年1月 - ギネス・ワールド・レコーズの本人が持つダカールラリーの最多連続出場（30回）記録を更新する。
- 2019年4月 - ダカール・ラリーを引退する事を発表。

## エピソード
- スポンサー活動において「10倍返し（500万円の宣伝費に対し5000万円の宣伝効果で返す）」と「参戦報告書をきちんと書いてスポンサー全社に送り、御礼参りをする」の2つを大切にし続けている。特に10倍返しはJRM創設以来半世紀に渡り大切にしているモットーである[39]。
- 菅原のトレードマークとして知られる鯉のぼりは、1985年のチーム子連れ狼時代からのもので、チームのマシンの判別を容易にするためのものであったが、当時から外国人には好評だった。1990年に規則でマシン上部の付属品が不可となって以降も「スガワラの象徴だから」と特別に許されていた[40]。
- 2003年ダカールのリビア/エジプト国境付近のチェックポイントで、MANを駆るJ-P・ライフ（ドイツ語版）（1997年日野で優勝）の後ろを菅原は走っていた。しかしライフは先行車が何台も通って掘り起こしたと思われる地雷の信管を菅原の目の前で踏み抜いた。この爆発で部品が飛んできて生きた心地がしなかったと回顧している[41]。ライフは耳鳴りが残ったが無事で、菅原はリタイアとなった彼らを後部荷台に乗せてビバークへ届けた[42]。
- トヨタのドライバーであった見崎清志は1971年のマカオGPに出場するにあたり、菅原からニットラ・AC7（ホンダ・1300のエンジンを流用したレーシングカー）を借りた。決勝ではガスケットが抜けるトラブルに見舞われながらも3位表彰台を獲得した[43]。
- 初参加のダカール・ラリーでは規則を理解しきれなかったため、とりあえず大荷物を抱えてバイクで走った。アフリカ大陸に着くと運営スタッフから大荷物全ての中身を開けて確認させられた。この"確認"は旅路で万一に備えられているかを確認するためのいわば親切心からのものだったが、菅原は警察の取り調べを受けるように感じ、内心腹を立てながら応じた。後から分かったが、実はこの"運営スタッフ"はダカール・ラリーの生みの親ティエリー・サビーヌその人であった[44]。

## 著作
- 軽自動車のすべて : 便利でスバラシイこれからのクルマ（1971年1月 AA books/ナツメ社）
- 魔法の二輪チューニング・テクニック : キミのマシーンに奇跡が起こる!ライバル車をぶっち切る‶秘密″の公開（1981年1月 別冊ベストカーガイド 赤バッジ・シリーズ/講談社）
- おもいっきりアドベンチャー : ラリーレイド入門（1988年8月/グランプリ出版）
- 78歳ラリードライバー : ギネス・ホルダー菅原義正の挑戦（2019年12月/新紀元社）

## 公式サイト
- 日本レーシングマネジメント
- 日野チームスガワラ